# Botànica especial
La botànica especial, és una branca de la botànica, referida als individus en particular i a les entitats que componen com a tals.
La botànica especial se subdivideix en Botànica sistemàtica, que estudia les relacions filogenètiques que existeixen entre les diferents entitats botàniques, Geobotànica, que estudia la distribució dels vegetals en el món i les relacions entre les plantes i l'entorn geològic, l'Ecologia vegetal, que estudia el medi ambient de les plantes, i la Teratologia vegetal, que estudia les malformacions que poden patir les plantes.